# Max Breitenöder
Max Breitenöder (* 12. April 1909 in Brackenheim; † 23. April 1967 in Karlsruhe) war ein deutscher Wasserbauingenieur und Hochschullehrer.

## Leben
Breitenöder besuchte die Schule in Brackenheim und machte von 1925 bis 1927 eine kaufmännische Lehre in Heilbronn. 1927/1928 holte er in Heilbronn sein Abitur nach, anschließend studierte er Bauingenieurwesen an der Technischen Hochschule Stuttgart. 1932 bestand er die Diplom-Hauptprüfung und trat zum 1. Februar desselben Jahres in die NSDAP ein (Mitgliedsnummer 886.970). Anschließend ging er in den Vorbereitungsdienst beim Kulturbauamt Ravensburg, beim Kulturbauamt Heilbronn, beim Technischen Landesamt Ludwigsburg und im Konstruktionsbüro des Stahlbau-Unternehmens C. Baresel AG. Anfang 1936 bestand er das Staatsexamen in Stuttgart und wurde wissenschaftlicher Assistent am Flussbaulaboratorium der Technischen Hochschule Karlsruhe unter der Leitung von Heinrich Wittmann und dem Betriebsleiter Paul Böss.
Im September 1939 wurde er bei Wittmann und Böss mit der Dissertation Ebene Grundwasserströmungen mit freier Oberfläche promoviert. Von 1939 bis 1942 war er stellvertretender Amtsvorstand des Wasserwirtschaftsamts Ellwangen an der Jagst. Von 1939 bis 1941 wurde er im Zweiten Weltkrieg eingesetzt, am Bein verwundet und dienstunfähig entlassen. Die aus der Verwundung resultierende Gehbehinderung beeinträchtigte ihn sein Leben lang. Ende Mai 1942 habilitierte er sich an der Technischen Hochschule Karlsruhe bei Wittmann, Böss und dem Mathematikdozenten Fritz Reutter (1911–1990), als Vertreter für den in den Kriegsdienst einberufenen Gerhard Haenzel mit der Schrift Die Zuströmung zu Dränrohren in Mineralböden, ein Problem des landwirtschaftlichen Wasserbaus mit Hilfe der Potentialtheorie und war ab dem Wintersemester 1942/1943 neben seinem Amt als Abteilungsleiter am Theodor-Rehbock-Flussbaulaboratorium Diätendozent für Landwirtschaftlichen Wasserbau, Wasserwirtschaft und Bodenkultur.
1945 wurde er zum Volkssturm eingezogen. Von Mai 1945 bis September 1946 war der vom Office of Military Government for Germany (U.S.) interniert. Von Mai 1948 bis 1953 war er als Leiter des technischen Büros beim Landwirtschaftsministerium Württemberg-Baden, Abteilung Wasserwirtschaft, in Ludwigsburg beschäftigt. Von 1953 bis 1957 war er Berichterstatter für allgemeine Aufgaben des Landwirtschaftlichen Wasserbaus beim Regierungspräsidium Nordwürttemberg, Abteilung Wasserwirtschaft. Er wurde in dieser Zeit bis zum Oberregierungs- und Baurat befördert und Leiter des dortigen Bodenkundlichen Labors. Im Sommersemester 1950 hatte er einen Lehrauftrag für Landwirtschaftlichen Wasserbau an der Landwirtschaftlichen Hochschule Stuttgart. Ab dem Wintersemester 1950/1951 hatte er einen Lehrauftrag für dasselbe Fachgebiet an der Technischen Hochschule Stuttgart. Ab dem Wintersemester 1955/1956 schlossen sich weitere Lehraufträge für Ingenieurbaukunde II und Meliorationswesen in Stuttgart und Hohenheim an.
Im Februar 1957 wurde er zunächst als außerordentlicher Professor, zwei Jahre später als Ordinarius ans Institut für Hydraulik, Landwirtschaftlichen Wasserbau und Siedlungswasserbau der Technischen Hochschule Graz berufen und lehrte dort bis Ende 1964. In den Studienjahren 1964/1962 und 1962/1963 war er dort Dekan der Fakultät für Bauingenieurwesen. 1964 kehrte er wieder in die Bundesrepublik Deutschland zurück und erhielt die Professur für Wasserbau und Hydrodynamik an der Technischen Hochschule Karlsruhe.
Er baute das von Paul Böss übernommene Institut für Hydromechanik, Stauanlagen und Wasserversorgung dieser Hochschule weiter aus.

## Schriften
- Ebene Grundwasserströmungen mit freier Oberfläche. (Diassertation, 1939) 1942.